# He Said She Said
"He Said She Said" – piosenka pop stworzona przez Jonathana Rotema, Evana Bogarta i Ryana Teddera na debiutancki, studyjny album amerykańskiej wokalistki Ashley Tisdale, "Headstrong" (2007). Wyprodukowany przez J. R. Rotema, utwór wydany został jako drugi singel z krążka dnia 17 września 2007 roku w Stanach Zjednoczonych oraz dnia 26 października 2007 w Niemczech.

## Informacje o singlu
Utwór stworzony przez Jonathana Rotema, Evana Bogarta i Ryana Teddera początkowo wydany został dnia 19 grudnia 2006 roku oraz możliwy był do kupienia jedynie przez witrynę iTunes Store razem z albumem Headstrong. "He Said She Said" uważano prawowicie, iż jest pierwszym singlem z krążka, gdyż wydany został wcześniej od utworu "Be Good to Me", jednak była to nieprawda.
Z powodu niskiego zainteresowania utworem w rodzimym kraju artystki, singel wydany został na niemiecki rynek muzyczny, gdzie odniósł sukces zajmując pozycję w Top 20 tamtejszego, oficjalnego notowania.

## Teledysk
Pierwsza wersja
Pierwszy teledysk do singla wyreżyserowany został przez Chrisa Applebauma oraz nagrywany dnia 25 stycznia 2007. Początkowo akcja klipu rozgrywa się w amerykańskiej szkole średniej. Pierwsze ujęcie pokazuje arytstkę starającą się zaimponować pewnemu uczniowi. Następnie wchodzi do sali, gdzie marzy i śni. Akcja videoclipu przenosi się do klubu, w którym wokalistka przebywa ze swoimi przyjaciółkami. W finalnym ujęciu teledysku artystka tańczy ze swoim obiektem westchnień.
Druga wersja
Drugi teledysk do singla wyreżyserowany został przez Scotta Speera oraz nagrywany dnia 26 czerwca 2007. Akcja klipu toczy się w klubie, gdzie wokalistka flirtuje z rówieśnikami oraz przygotowuje się do zabawy. W teledysku gościnnie wystąpili Jennifer Tisdale oraz Josh Henderson. Videoclip miał premierę dnia 19 września 2007 podczas programu TRL stacji MTV. Wersja ta stała się oficjalnym teledyskiem do singla.

## Listy utworów i formaty singla
Pierwsze wydanie iTunes Store
1. He Said She Said (Radio Disney Edit) — 3:06
2. Headstrong (Album Version) — 3:10

Drugie wydanie iTunes Store
1. He Said She Said (Edit) — 3:07
2. Be Good To Me (Edit) — 3:14

Remiksy wydane specjalnie dla serwisu iTunes Store
1. He Said She Said (DJ Gomi's Radio Vox)
2. He Said She Said (Friscia & Lamboy's Radio)
3. He Said She Said (Funky Junction & Antony Reale Radio Edit)
4. He Said She Said (Funky Junction & Korovon Club Mix)
5. He Said She Said (Morgan Page Club Edit)
6. He Said She Said (Redtop Edit)
7. He Said She Said (Von Doom Radio Edit)

CD-maxi singel
1. "He Said She Said" — 3:07
2. "He Said She Said" Videoclip — 3:08
3. "There's Something About Ashley" DVD Trailer — 1:37

CD singel
1. He Said She Said (Radio Disney Edit) — 3:08
2. Be Good to Me (Non-Rap Version) — 3:17

Europejski CD singel
1. "He Said She Said" — 3:07
2. He Said She Said (Von Doom Mixshow) — 6:02
3. He Said She Said (Redtop Edit) — 5:03
4. Last Christmas (Single Version) — 3:56

### Oficjalne wersje i remiksy
1. He Said She Said (Radio Disney Version) — 3:07
2. He Said She Said (Semi-Edited Version) — 3:06
3. He Said She Said (Album Version) — 3:08
4. He Said She Said (Demo Version) — 3:04
5. He Said She Said (Morgan Page Club Edit) — 4:58
6. He Said She Said (Morgan Page Club Mix) — 7:16
7. He Said She Said (Morgan Page Dub) — 7:17
8. He Said She Said (Von Doom Radio Edit) — 4:12
9. He Said She Said (Von Doom Mixshow) — 6:02
10. He Said She Said (Von Doom Club Mix) — 7:15
11. He Said She Said (Friscia & Lamboy's Radio) — 3:51
12. He Said She Said (Friscia & Lamboy's Mixshow) — 6:12
13. He Said She Said (Friscia & Lamboy's Club) — 8:12
14. He Said She Said (Friscia & Lamboy's Dub) — 7:33
15. He Said She Said (Funky Junction & Antony Reale Radio Edit) — 3:20
16. He Said She Said (Funky Junction & Antony Reale Club Mix) — 6:32
17. He Said She Said (Funky Junction & Korovan Club Mix) — 5:01
18. He Said She Said (DJ Gomi's Radio Vox) — 4:43
19. He Said She Said (DJ Gomi's Main Vox) — 9:00
20. He Said She Said (Redtop Edit) — 5:03
21. He Said She Said (Redtop Club Mix) — 7:22

## Pozycje na listach
| Lista przebojów (2007/08) | Najwyższa pozycja |
| ------------------------- | ----------------- |
| Austria Singles Chart     | 21                |
| Kanada Billboard Hot 100  | 62                |
| Niemcy Singles Chart      | 17                |
| USA Billboard Hot 100     | 58                |
| USA Billboard Pop 100     | 41                |